# スーパーチューナー ばっくれ
『スーパーチューナー ばっくれ』は、とんぼはうすによる日本の漫画作品。および、それを原作としたOV。『週刊漫画ゴラク』（日本文芸社）にて1993年11月から1995年1月にかけて連載された。
単行本はニチブンコミックスより全5巻。第1巻初版本には「スーパーチューナー」の表記はなく、同誌の『風雲高校無頼 ばっくれ』（渡辺みちお・来賀友志）と混同される間違いを避けるためと思われる。

## あらすじ
埼玉県で繰り広げられる、元関東狂走連盟初代総長、山川栄治（やまかわ えいじ）とその周りの人間模様と改造カーアクションコメディー。

## 登場人物
栄ちゃん（山川栄治）
『自動車工場栄ちゃんの店』の主人、元関東狂走連盟初代総長で、自称スーパーチューナーの主人公。
タイゾー
暴走族時代も直線飛ばすだけのノーテク野郎、公道を大っぴらに飛ばすためだけに交通課警察官になる。
カツミ
極義会若頭、博打の才能のない親分や仲間のために奮闘する、苦労人。
タカフミ
命の次にシャコタンをこよなく愛するが、命より大事な嫁のためにハイリフトのパジェロに乗る。
ユウコ
タカフミの嫁、時代や流行に流されやすい、ミーハーな女性。
うれし坊の了一（うれし坊 / 目立ちたがり屋、新し物好き）
目立つためならなんでもする行動派、ニューGT-R（BNR32）を買うために、躊躇なくマグロ漁船に乗る。
トミオ
『土方石油』の店員、栄治に理不尽な行動に巻き込まれる。
タツオ（岩崎タツオ）
トミオの友人、運転免許の卒業検定時に高熱になり、半ば強引に栄治がタツオの替え玉になり、被害を受ける。
樋口健二（ひぐち けんじ）
『ヒグチ AUTO SERVICE』取締役、婚約者の指輪を買うために、騙されトイチの借金を借りる羽目に。
なぎさ
樋口健二の婚約者。
岡田
悪徳自動車金融屋、トイチの金利で貸付や車やお金を騙し取る、根っからの悪者。
安藤京子（あんどう きょうこ）
カラオケパブ『パラダイス』のママ、栄治との因縁が有り、復讐に燃えているが、栄治の人間離れな行動に復讐が失敗する。
近藤（マッチョ近藤）
『近藤歯科医院』の医院長、公道で巧みな技術で、愛車コブラ（w:en:AC Cobra）を操り、勝利に酔いしれるナルシストな歯医者。
みえ春（ミエハル）
関東狂走連盟時代は凄腕のステッカー販売担当、2年に一度の周期で地元に戻ってきては、元仲間も平気で騙す、詐欺師。

## オリジナルビデオ
『ばっくれ』の題で1995年5月26日に発売された。その後、2007年7月27日にDVDが発売された。

### キャスト
- 武野功雄
- デビット伊東
- 久保田篤
- 金剛寺美樹
- 川井博之
- 山口仁
- 湯江健幸

### スタッフ
- 製作：伊藤靖浩
- プロデューサー：伊藤正昭
- 原作：とんぼはうす（ニチブンコミックス刊）
- 脚本：羽原大介
- キャスティングプロデューサー：嵐ヨシユキ
- ラインプロデューサー：藤沢克則
- 撮影：小松原茂
- 監督：松井昇
- 発売：日本ソフトシステムズ
- 販売：SEIYO INTERNATIONAL VIDEO